# Челябинский радиотелецентр РТРС
Челябинский областной радиотелевизионный передающий центр (филиал РТРС «Челябинский ОРТПЦ») — подразделение Российской телевизионной и радиовещательной сети (РТРС), основной оператор цифрового эфирного и аналогового эфирного теле- и радиовещания Челябинской области.
Филиал обеспечивает 98,75 % населения 20-ю бесплатными цифровыми эфирными телеканалами: «Первый канал», «Россия-1», «Матч ТВ», НТВ, «Пятый канал», «Россия-Культура», «Россия-24», «Карусель», ОТР, «ТВ Центр», «РЕН ТВ», «Спас», СТС, «Домашний», ТВ-3, «Пятница!», «Звезда», «Мир», ТНТ, Муз-ТВ и радиостанциями: «Радио России», «Маяк» и «Вести ФМ».
До создания филиалом цифровой эфирной телесети жители большинства населенных пунктов, за исключением Челябинска, Магнитогорска, Миасса, Златоуста, могли принимать не более трех-четырех телеканалов. Таким образом, в 2009—2018 годах Челябинский радиотелецентр РТРС увеличил возможности телесмотрения для жителей Челябинской области в среднем в четыре-семь раз. Цифровое телевидение уравняло жителей отдаленных населенных пунктов и больших городов в доступе к информации.
Филиал способствует развитию мобильной телефонной связи и обеспечивает коммуникационную деятельность органов государственного управления.

## История
История Челябинского радиотелецентра берёт отсчёт с апреля 1956 года. Весной 1958 года завершены основные строительные, монтажные работы. 1 мая 1958 года вышла в эфир первая пробная передача Челябинского телевидения. 15 ноября 1958 года Челябинский телецентр был сдан в эксплуатацию. 19 декабря 1958 года Приказом министра связи РСФСР № 444 образован Челябинский телецентр. Эта дата считается официальным днём рождения Челябинского областного радиотелевизионного передающего центра.
В начале 1960-х годов в городах и районах области строились и принимались в эксплуатацию маломощные телевизионные ретрансляторы. В 1960 году в Челябинском телерадиоцентре начал работу радиовещательный передатчик «Дождь-1» для трансляции программ «Маяк» и передачи Первой всесоюзной программы.
В декабре 1962 года введён в строй Магнитогорский телецентр, в Магнитогорске началось телевизионное вещание.
1 мая 1964 года в филиале было завершено строительство радиорелейной линии (РРЛ) «Свердловск-Челябинск», и южноуральцы смогли смотреть передачи центрального телевидения. В 1967 году Челябинский телецентр начал транслировать Вторую программу Центрального телевидения (ЦТ).
1 мая 1969 года Челябинский телецентр реорганизован и разделен на Областную радиотелевизионную передающую станцию (ОРПС) и телерадиокомпанию. На ОРПС возложено обслуживание телевизионных станций, УКВ-ЧМ-радиостанций, телевизионных ретрансляторов малой мощности, радиорелейных линий. В 1970 году Челябинский радиоцентр вошёл в состав ОРПС. 1 ноября 1973 года Областная радиотелевизионная передающая станция переименована в Областной радиотелевизионный передающий центр (ОРТПЦ).
В 1980—1990-е годы велось активное строительство новых станций и модернизация действующих: организован Юрюзанский радиотелевизионный передающий центр (РТПЦ), радиотелевизионная станция (РТС) в Карталах, в 1983 году начала работу РТС в Кыштыме и образован РТПЦ в Златоусте. В 1984 году на РТПС Челябинска было внедрено стереофоническое вещание в диапазоне УКВ. В 1985 году началась трансляция Третьей телевизионной программы с РТПС Челябинск передатчиком РПТДА.
В декабре 1987 года в целях создания единого предприятия, в состав ОРТПЦ был включён Челябинский городской радиотрансляционный узел (ЧГРТУ).
В 1980—1990-е годы введены в строй мощные РТПС в селе Степное, маломощные радиотелевизионные станции (МРТС) в Аше, Симе, Миньяре, Усть-Катаве, Нязепетровске.
1 августа 1991 года ЧГРТУ был выделен из состава ОРТПЦ.
1 января 1993 года структурные единицы Челябинский ОРТПЦ и Златоустовский РТПЦ исключены из «Россвязьинформ», и на их базе созданы два государственных предприятия — «Челябинский областной радиотелевизионный передающий центр» и «Златоустовский радиотелевизионный передающий центр».
В 1995 году на челябинской телебашне смонтирована антенно-фидерная система и установлена аппаратура сотовой связи.
В 1997 году на телебашне РТПС Челябинск уголковая антенна УКВ ЧМ была демонтирована, в эксплуатацию была введены антенные системы «Пояс-1», «Пояс-3», это обеспечило дальность действия радиостанций до радиогоризонта, существенно снизились весовые нагрузки на башню. Северо-восточный пояс был задействован для размещения антенны пейджинговой станции.
В 1998 году «Челябинский областной радиотелевизионный передающий центр» и «Златоустовский радиотелевизионный передающий центр» были реорганизованы путём присоединения на правах филиалов к ФГУП «Всероссийская государственная телевизионная и радиовещательная компания».
В 1990—2000-е годы продолжалась работа по расширению сети вещания, проводилась модернизация и замена устаревшего оборудования, обновлялся парк телевизионных передатчиков.
В 2001 году филиалы «Челябинский ОРТПЦ» и «Златоустовский РТПЦ» были выделены из состава ВГТРК и включены в структуру РТРС в качестве филиалов «Челябинский областной радиотелевизионный передающий центр» и «Златоустовский радиотелевизионный передающий центр».
В 2002 году в филиале была произведена замена приёмных спутниковых станций на цифровые. С РТПС Челябинск начала работать интерактивная система MMDS. Ее абоненты получают доступ к программам телевидения в цифровом виде, телефонии, IP-телефонии и интернету.
1 июля 2003 года производственная и хозяйственная деятельность Златоустовского РТПЦ перешла в ведение Челябинского радиотелецентра.
В 2004 челябинский филиал РТРС заменил ламповые передатчики мощностью 5 кВт на РТПС в Челябинске, Магнитогорске, Карталах и Юрюзани на передатчики нового поколения с возможностью перехода на цифровое вещание. Филиал заменил все аналоговые приёмные спутниковые станции на цифровые.

## Деятельность

### Перевод региональной сети на цифровой формат вещания
3 декабря 2009 года постановлением Правительства России № 985 утверждена федеральная целевая программа «Развитие телерадиовещания в Российской Федерации на 2009—2018 годы». В 2010 началась подготовка к переходу региона на всеобщее цифровое эфирное вещание. Создание сети цифрового наземного вещания в Челябинской области было отнесено к третьей очереди строительства.
В 2012 году в филиале была построена новая оптово-волоконная линия для подачи сигналов цифрового вещания.
В 2013 году было произведено дооснащение оборудованием для цифрового вещания, в том числе формата HD, установлена автономная дизель-электростанция.
В 2013 году челябинский филиал РТРС начал тестовую трансляцию 10 телеканалов первого мультиплекса.
27 ноября 2013 года филиал РТРС открыл в Челябинске центр консультационной поддержки зрителей цифрового эфирного телевидения.
7 сентября 2013 года филиал запустил в Челябинске трансляцию первого мультиплекса, 30 декабря 2013 года — второго. В тот же день в Челябинске состоялась торжественная церемония запуска цифровой телесети в тестовом режиме в 16 населенных пунктах региона.
В июне 2017 года челябинский филиал РТРС завершил строительство сети эфирного вещания пакета цифровых телеканалов РТРС-1 (первый мультиплекс) в Челябинской области.
Сеть первого мультиплекса в Челябинской области включает 73 передающие станции цифрового вещания.
1 августа 2017 года челябинский филиал РТРС и ГТРК «Южный Урал» начали трансляцию региональных программ в составе каналов первого мультиплекса в Челябинской области. Региональные программы в цифровом формате доступны на каналах «Россия 1», «Россия 24» и «Радио России».
В мае 2018 года филиал запустил последний объект первого мультиплекса в Байрамгулово. Филиал завершил строительство сети первого мультиплекса, вел строительство сети второго мультиплекса. До ноября 2018 года все оборудование цифровой сети региона было переведено в режим ожидания по требованию вещательных компаний. Исключением стали объекты в шести городах: Челябинске, Магнитогорске, Златоусте, Троицке, Кыштыме и Миассе. Федеральная целевая программа «Развитие телерадиовещания в Российской Федерации на 2009—2018 годы» по региону выполнена в полном объеме.
В ноябре 2018 года филиал завершил строительство объектов второго мультиплекса и запустил их в тестовую эксплуатацию.
26 декабря 2018 года в Челябинской области заработали все передатчики второго мультиплекса. Цифровой телесигнал стал доступен для 98,75 % населения региона — более 3 млн 45 тысяч человек.
14 октября 2019 года филиал отключил аналоговое вещание федеральных телеканалов в регионе. Челябинская область полностью перешла на цифровое телевидение.
29 ноября 2019 года РТРС начал цифровую трансляцию программ телеканала «Областное телевидение» в сетке телеканала ОТР.
В сентябре 2019 года филиал включил новую архитектурно-художественную подсветку челябинской телебашни.

### Развитие радиовещания
В 2015—2021 годах запущено вещание в FM-диапазоне радиостанции «Радио России» в 21 населенных пунктах Челябинской области, «Маяк» и «Вести ФМ» в 4 населенных пунктах. Это часть совместной масштабной программы РТРС и ВГТРК по развитию радиовещания «Модернизация сети вещания ВГТРК» в Челябинской области. Программа предусматривала создание новой сети вещания радиостанций «Радио России», «Маяк» и «Вести ФМ» в FM-диапазоне.
В рамках проекта «Модернизация сети вещания ВГТРК» филиал РТРС «Челябинский ОРТПЦ» выполнил строительство двух станций радиовещания на частоте 93,4 МГц «Вести ФМ» и на частоте 96,1 МГц «Маяк». На башне радиотелевизионной передающей станции города Златоуст, на высоте 150 метров над уровнем земли установлена высокоэффективная антенная система. Запуском радиостанций «Вести ФМ» и «Маяк» в городе Златоусте филиал РТРС «Челябинский ОРТПЦ» завершает масштабную программу «Модернизация сети вещания ВГТРК» в Челябинской области.
В 2024 году филиал РТРС начал FM-трансляцию радиостанции «Гордость» в Челябинске и Магнитогорске.
В ноябре 2024 года филиал начал FM-трансляцию радиостанции «Русская волна» в Нязепетровске.

## Организация вещания
Челябинский филиал РТРС транслирует в Челябинской области:
- 20 телевизионных и три радиостанции в цифровом формате;
- четыре телевизионных и 31 радиостанцию в аналоговом формате.

Производственно-технический комплекс оборудования включает:
- четыре цеха;
- 92 антенно-мачтовых сооружения высотой от 10 до 267 метров;
- 120 передатчиков аналогового вещания мощностью от 0,1 до 4 кВт;
- 106 цифровых наземных приемных спутниковых станций;
- 146 передатчиков цифрового эфирного вещания первого и второго мультиплексов мощностью от 0,01 до 2 кВт;
- шесть передатчиков системы горячего резервирования передающего оборудования цифрового вещания по схеме 2+1.

### Цифровое вещание
| Пакет РТРС-1 | Пакет РТРС-2                                                 |
| Первый мультиплекс | Второй мультиплекс                                           |
| Первый канал Россия-1 Матч ТВ НТВ Пятый канал Россия-Культура Россия-24 Карусель ОТР ТВ Центр Вести ФМ Маяк Радио России | РЕН ТВ Спас СТС Домашний ТВ-3 Пятница! Звезда Мир ТНТ Муз-ТВ |

### Основные антенно-мачтовые сооружения (АМС) филиала
| Название     | Место                         | Год установки | Высота АМС | Мощность передатчика кВт | Зона охвата |
| Челябинск    | г. Челябинск                  | 1958          | 196        | 2                        | 1477045     |
| Златоуст     | г. Златоуст                   | 1981          | 213        | 0,5                      | 198801      |
| Магнитогорск | г. Магнитогорск               | 1959          | 180        | 0,5                      | 445759      |
| Юрюзань      | г. Юрюзань                    | 1976          | 213        | 0,5                      | 49146       |
| Троицк       | г. Троицк                     | 1961          | 77,38      | 0,5                      | 95883       |
| Кыштым       | г. Кыштым                     | 1983          | 213        | 0,25                     | 169753      |
| Миасс        | г. Миасс                      | 1976          | 88,70      | 0,5                      | 239906      |
| Карталы      | г. Карталы                    | 1981          | 220,97     | 1                        | 53867       |
| Степное      | п. Степное Пластовский р-н    | 1984          | 266,40     | 1                        | 20847       |
| Новобурино   | п. Новобурино Кунашакский р-н | 1994          | 138,03     | 2                        | 29543       |

## Светящиеся телебашни РТРС
Телебашню высотой 196 метров в Челябинске построили в 1958 году. 3-го сентября 2019 года город впервые увидел, как башня загорелась яркими красками. Проект подсветки был выполнен с применением самых современных технологий, с использованием в качестве светового элемента светодиодных пикселей. Она стала 20 телебашней РТРС с динамической подсветкой.. С того момента тематические яркие видеосценарии архитектурно-художественной подсветки на телебашне в праздничные и знаковые даты создают для города торжественное настроение.
С октября 2021 все фанаты хоккейного клуба «Трактор» наблюдают счет игры на главной телебашне Челябинска в онлайн-формате. В рамках Чемпионата КХЛ 21/22 филиал РТРС «Челябинский ОРТПЦ» совместно с пиар-службой ХК «Трактор» запустили акцию в поддержку любимой команды.

### Башня Света
В октябре 2021 было запущено мобильное приложение «Башня света»  для заказа частных поздравлений на телебашне. С помощью приложения можно заказать световую открытку в честь личного праздника.

## Социальная ответственность
Первичная Профсоюзная организация челябинского филиала входит в Челябинскую областную организацию Общественной организации Профсоюз работников связи России. Профсоюз работников связи России объединяет членов профсоюза предприятий и организаций отрасли связи, информационных технологий и массовых коммуникаций, создан 15 ноября 1905 года.

### Коллективный договор
19 марта 2020 года заключен коллективный договор РТРС на 2020—2023 годы. В новом коллективном договоре РТРС сохранены действующие социальные льготы и гарантии для работников, в том числе более 40 социальных льгот, сверх предусмотренных трудовым законодательством России.

## Награды
Директор челябинского филиала РТРС Алексей Ивонин награжден медалью ордена «За заслуги перед Отечеством» II степени за выполнение федеральной целевой программы «Развитие телерадиовещания в Российской Федерации на 2009—2018 годы», почетной грамотой губернатора Челябинской области «За высокие достижения при выполнении комплекса работ по подготовке к переходу на цифровое телерадиовещание» и нагрудным знаком «Почетный радист».  Еще два сотрудника филиала награждены медалью ордена «За заслуги перед Отечеством» II степени, пять сотрудников — нагрудным знаком «Почетный радист», двоим присвоено звание «Мастер связи».